# Cabo de Formentor
Cabo de Formentor (catalansk udtale: [ˈkab də foɾmənˈto]) er det nordligste punkt på Mallorca på Formentor-halvøen.

## Beliggenhed
Cabo de Formentor er beliggende på den nordligste spids af den baleariske ø Mallorca i Spanien. Dets højeste punkt, Fumart, er 384 meter over havets overflade. Det har mange tilknyttede bugter, herunder Cala Figuera, Cala Murta og Cala Pi de la Posada.
Mallorcanerne kalder også dette kap for vindenes mødested.

## Historie
I 1863 åbnede fyrtårnet Far de Formentor, og dets afsides og barske beliggenhed på Cabo de Formentor gjorde konstruktionen vanskelig. Den eneste adgang var fra havet eller via en lang muldyrsti.
Da den berømte mallorcanske digter Miquel Costa i Llobera, der skrev det berømte digt El pino de formentor og også ejede Cabo de Formentor-halvøen, døde, blev den delt op i partier og solgt. I 1928 besluttede Adan Diehl, en argentinskfødt kunstelsker, at bygge Hotel Formentor.
Den 13,5 km lange vej, der løber fra Puerto de Pollensa til Cabo de Formentor, blev bygget af den mallorcanske ingeniør Antonio Parietti i 1925. Han konstruerede også den slangeformede vej til Sa Calobra.

## Seværdigheder
Kappet har en række udkigsposter og udsigtspunkter, herunder Mirador del Mal Pas, også kaldet Mirador d'es Colomer efter den lille ø Colomer. Panoramaet fra Cao de Formentor giver udsigt til Menorca mod øst, Cala Figuera mod vest og Alcudia med sin sandstrand mod syd.
I den sydøstlige del ved Racó de Xot er der en hule med en åbning ud mod havet. Den har to indgange, der ligger cirka 8 meter over vandoverfladen. Hulen har en længde på 90 meter og en højde på 8 meter og er en af de vigtigste kilder til information om den præhistoriske talaiotkultur.
- Fyrtårn ved Cabo de Formentor, Mallorca
- Strand ved Formentor
- Formentor og dets pinjetræer inspirerede digteren Miquel Costa i Llobera
- Punta de la Nao og vejen til kappet
- Det gamle vagttårn set fra Punta de la Nao